# Willerzell
Willerzell ist ein Viertel in der Gemeinde Einsiedeln in der Schweiz.
Willerzell wird in einem Spruchbrief aus dem Jahr 1319 als Vilercella erstmals urkundlich erwähnt. Der Name wird als kleine klösterliche Niederlassung mit einem kleinen Gotteshaus in einem Weiler gedeutet. Dabei soll es sich um eine Niederlassung von Waldbrüdern gehandelt haben, die schon im 11. Jahrhundert in den Wäldern des Sihltales das Leben der ersten Klosterbewohner um Abt Eberhard erfolgreich nachahmten.
In Willerzell schrieb der Schweizer Komponist Artur Beul als junger Lehrer seine bekanntesten Lieder wie Stägeli uf, Stägeli ab, Übere Gotthard flüged Bräme und andere.

## Wappen
Die Blasonierung von 1601 lautet: «In Blau auf grünem Schildfuss weisses Kirchlein».

## Galerie

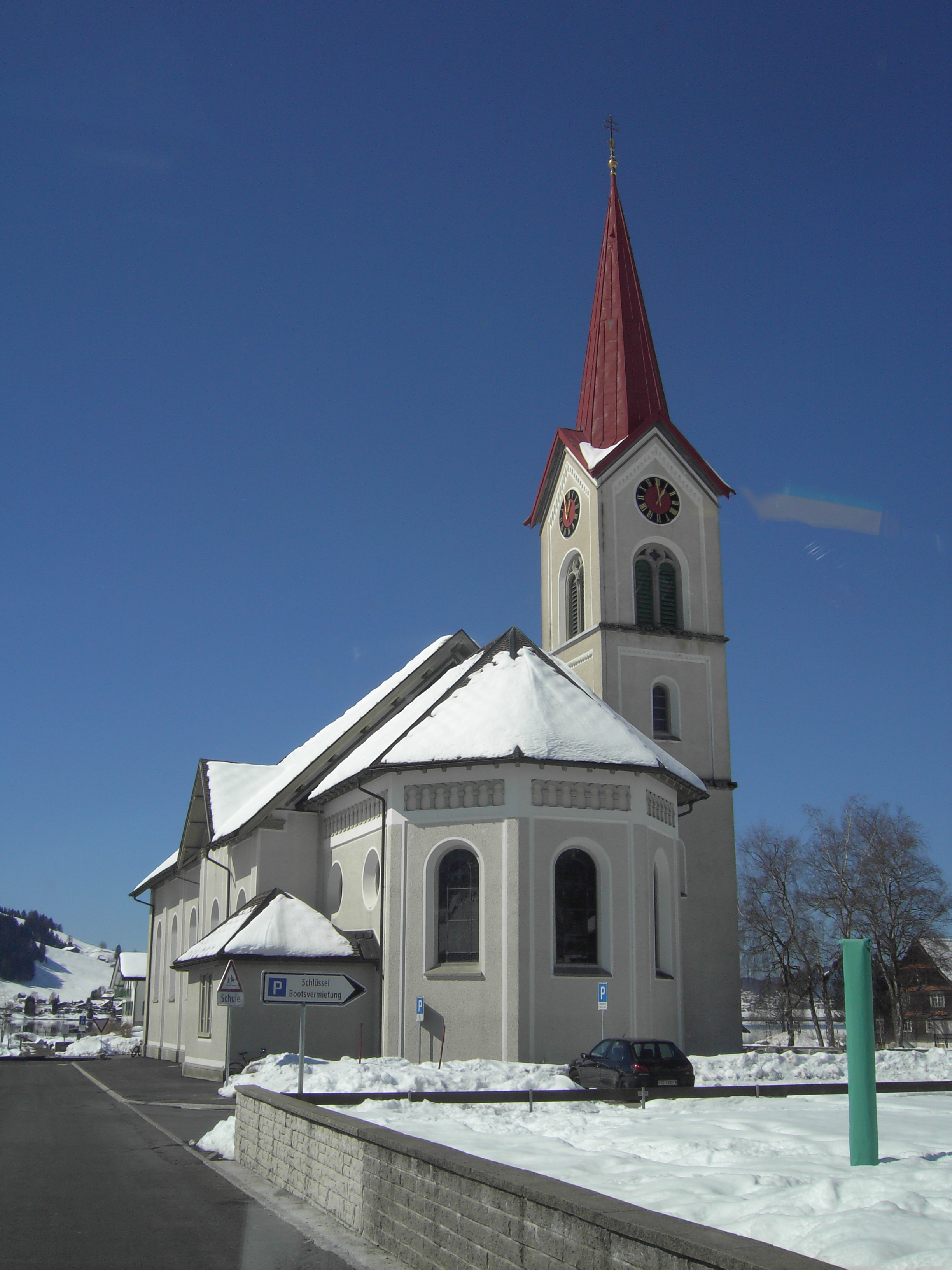
Kirche von Willerzell
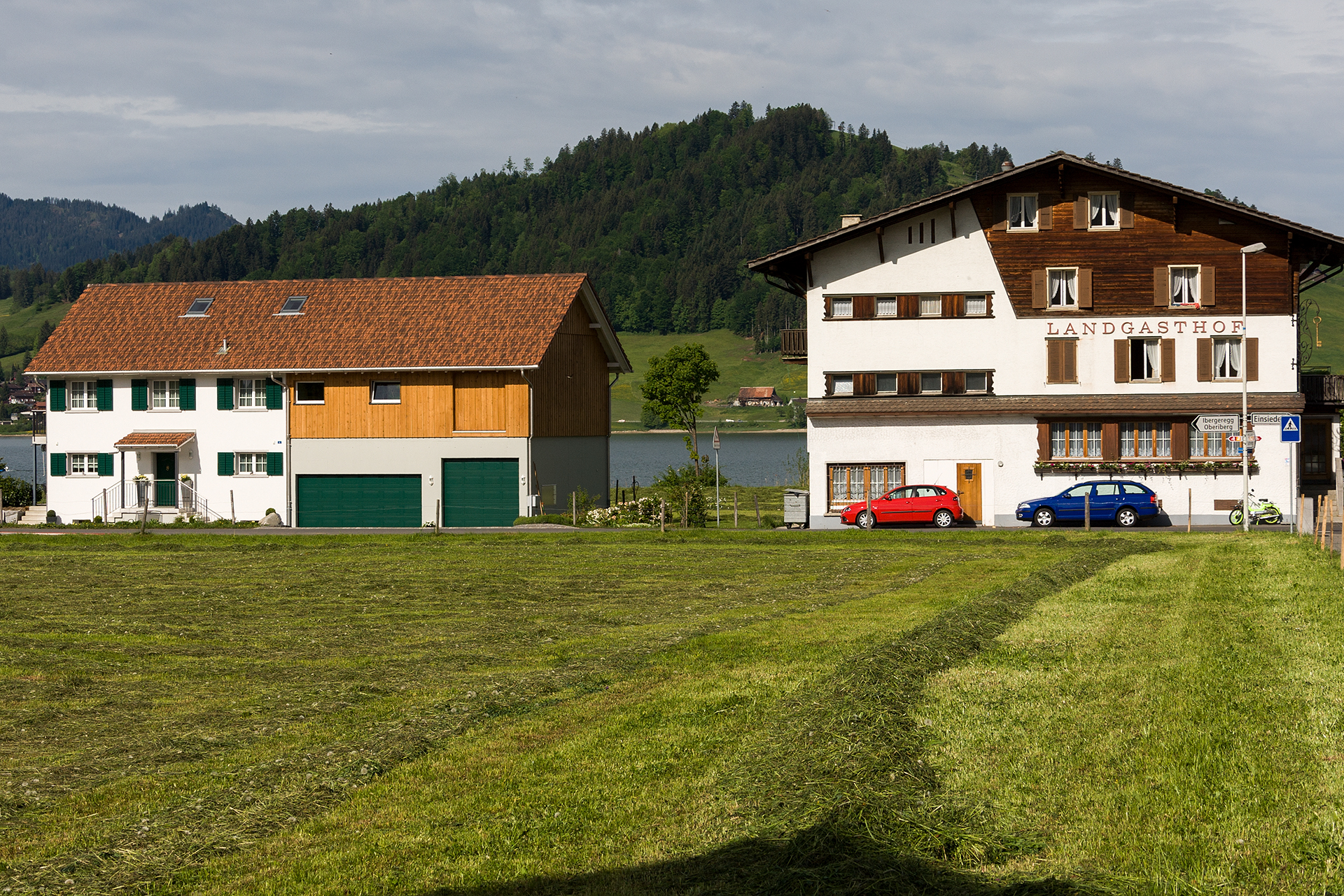
Landgasthof
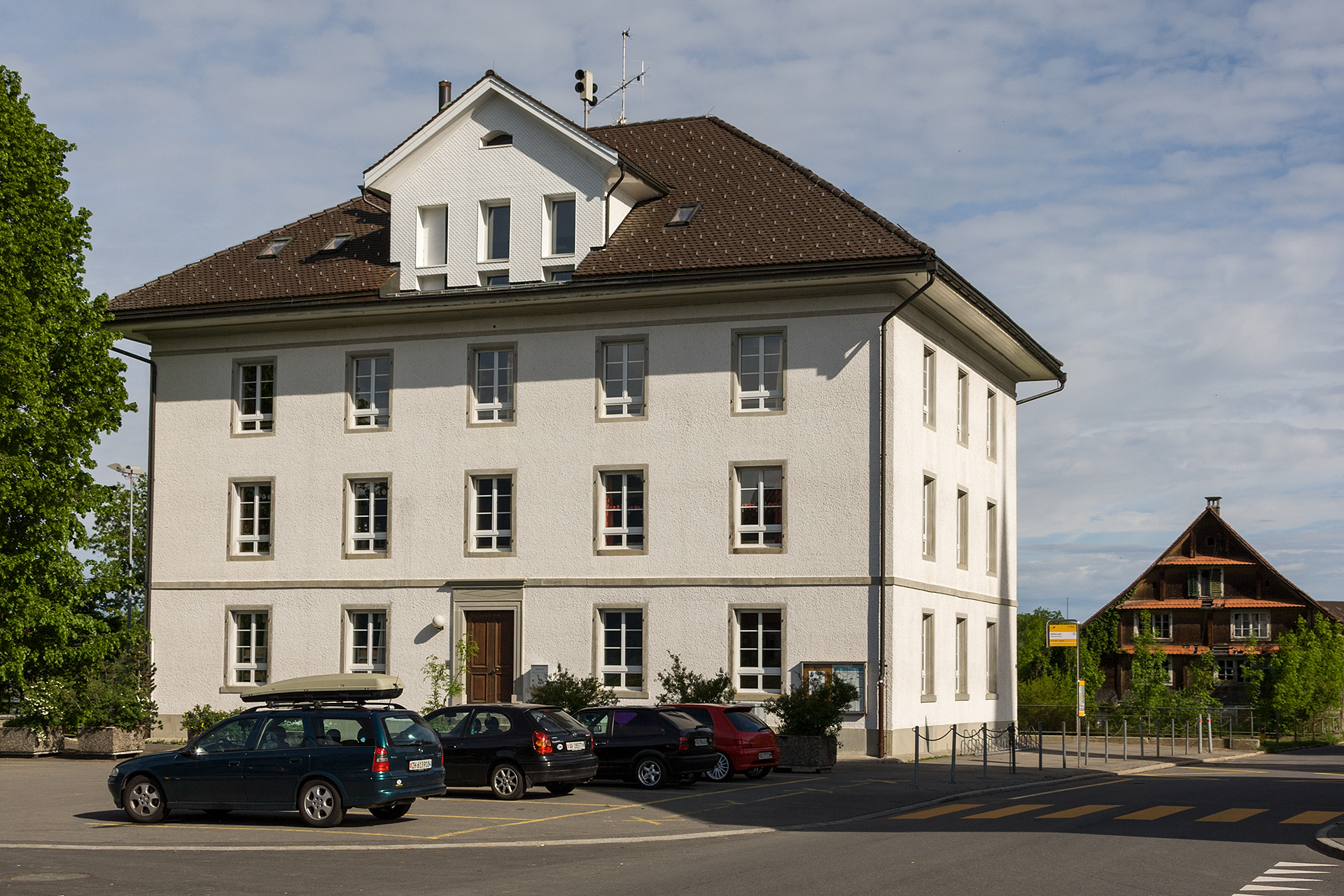
Schulhaus
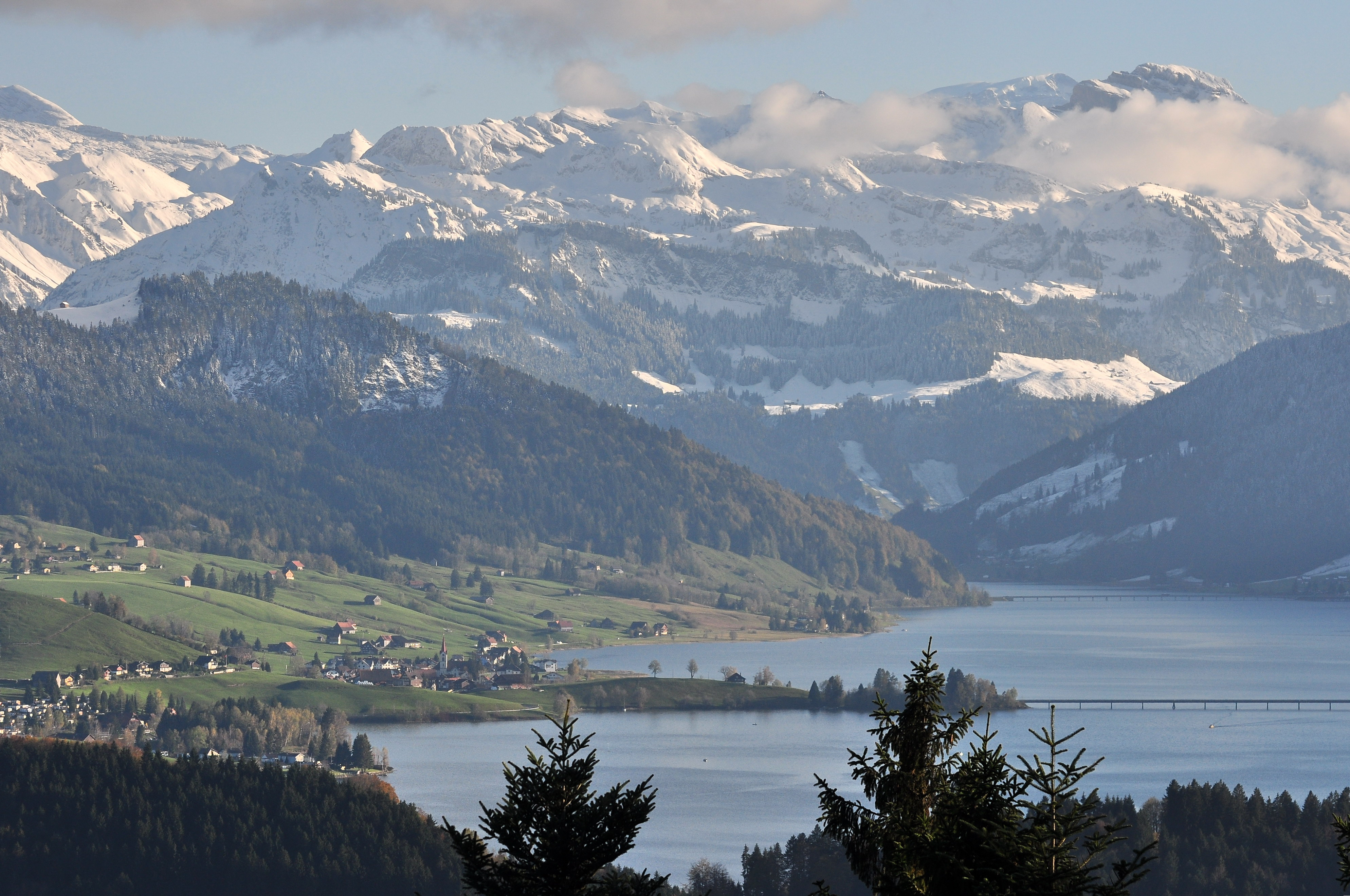
Ansicht vom Etzel (Berg) auf Willerzell und den Sihlsee
Willerzell (noch ohne Sihlsee), historisches Luftbild von 1924, aufgenommen aus 900 Metern Höhe von Walter Mittelholzer